# کونستانتینوس ساپونتزاکیس
کونستانتینوس ساپونتزاکیس (یونانی: Κωνσταντίνος Σαπουντζάκης؛ ۱۸۴۶ – ۱۹۳۱) ژنرال نیروی زمینی یونان بود. وی در جنگ یونان و ترکیه (۱۸۹۷) و جنگ‌های بالکان حضور داشته است.
وی همچنین برندهٔ جوایزی همچون نشان ردیمر شده‌است.